# 반혁명 사건
반혁명 사건(反革命事件)이란 5·16 군사정변 이후 박정희가 군부 내 반대세력을 제거하기 위해 일으킨 일련의 숙청을 말한다. 개중에는 실제로 쿠데타를 모의한 경우도 있다.
쿠데타를 일으킨 국가재건최고회의의 주류 세력은 김종필 중심의 육사 8기생들과 김종필의 처삼촌 박정희가 연합한 파벌이었지만, 그들에 속하지 않는 비주류 세력도 다수 존재했는데, 이들 주류 세력이 비주류 세력들을 숙청하고 박정희-김종필의 권력을 공고화하기 위함이 반혁명사건을 일으킨 목적이었다. 반혁명 혐의로 발표된 사건은 대략 10여건 내외였는데, 대부분의 관련자들은 짧은 복역 기간을 거쳐 석방되었다. 대부분의 반혁명사건들은 5·16 군사정변 주도세력 내부의 갈등이 표출된 것이었고 박정희와 김종필 중심의 권력구조가 강화되면서 사라지기 시작했다.

## 반혁명 사건 내역
- 텍사스 토벌작전: 1961년 7월 9일 발표. 장도영 중심의 평안도 군맥 숙청.
- 이주당 사건: 1962년 6월 1일 발표. 전 총리 장면, 민주당 조직부장 조중서 등 숙청.
- 알래스카 토벌작전: 1963년 3월 11일 발표. 박임항, 김동하, 박창암, 이규광 등 함경도 군맥 숙청.
- 원충연 쿠데타 음모 사건: 1965년 5월 발표. 원충연, 박인도 등이 실제로 쿠데타를 모의하였다.